# Adam Brendel
Adam Brendel (* Naila; † 30. September 1719 in Wittenberg) war ein deutscher Dichter, Physiker und Mediziner.

## Leben
Brendel stammt aus Naila. Seine Herkunft aus dem Bereich Hof in Oberfranken lässt sich aus den Matrikeln der Universität Wittenberg erschließen, wo er sich am 30. Mai 1692 gratis immatrikulierte. Nachdem er an der philosophischen Fakultät der Universität naturwissenschaftliche Studien bei Martin Knorr und Michael Strauch in Mathematik, bei Johann Baptist Röschel in Physik und bei Johann Christoph Wichmannshausen in Poetik betrieben hatte, erlangte er am 29. April 1695 den akademischen Grad eines Magisters der Philosophie.
Er verlegte sich dann auf ein Studium an der medizinischen Fakultät, wo zur Jahrhundertwende Johann Gottfried von Berger, Christian Vater und Paul Gottfried Sperling ihre Vorlesungen hielten. Hier erwarb er am 17. April 1700 das Lizentiat, promovierte am 26. April 1700 zum Doktor der Medizin, übernahm am 9. Dezember 1701 eine außerordentliche Professur an der medizinischen Fakultät und hielt seit 1703 als Substitut von Sperling Vorlesungen in Anatomie und Botanik. Da ihm jedoch eine medizinische Professur zunächst versagt blieb, fand er am 3. September 1708 Aufnahme als Adjunkt in der philosophischen Fakultät und wurde im selben Jahr Professor der Poetik.
Nach wie vor strebte er jedoch eine ordentliche Professur an der medizinischen Fakultät an. Nachdem er 1712 Professor der Physik geworden war, wurde 1713 abermals eine medizinische Professur durch den Weggang Johann Heinrich von Heuchers nach Dresden vakant. Diese wurde Brendel übertragen, jedoch konnte er dem Lehrstuhl für Anatomie und Botanik nicht mehr lange vorstehen, da er bereits sechs Jahre später starb. Brendel war auch Mitglied der kaiserlichen Akademie der Naturforscher gewesen und war im Wintersemester 1717 zum Rektor der Wittenberger Akademie gewählt worden.
Der aus seiner Ehe mit Christina Henrietta von Berger stammende Sohn Johann Gottfried Brendel erlangte ebenfalls Bedeutung. Weiterhin sind noch die Kinder Otto Heinrich Brendel (* 25. Februar 1713); Carl Wilhelm Brendel (* 16. Februar 1715), Christian Heinrich Brendel (* 17. April 1718), Henriette Ernestina Brendel (* 23. März 1719) und Heinrich Siegmund Brendel (* 11. April 1720) bekannt.

## Werkauswahl
- De Homero medico. Schrödter, Wittenberg 1700. (Digitalisat)
- De balneis veterum valetudinis caussa adhibitis, occasione loci Horat. l. I. ep. XV. v. V. VI. VII. Meyer, Wittenberg 1704. (Digitalisat)
- De curatione morborum per carmina & cantus Musicos. Haken, Wittenberg 1706. (Digitalisat)
- De varietate ingeniorum. Schroedter, Wittenberg 1710. (Digitalisat)
- De Lapicidina microcosmica. Schroedter, Wittenberg 1711. (Digitalisat)
- De fluxu hepatico. Gerdes, Wittenberg 1715. (Digitalisat)
- De Usu Et Abusu Venae Sectionis In Curandis Febribus. Schroeder, Wittenberg 1715. (Digitalisat)
- Commentatio de febri querquera ex antiquitate eruta. Creusig, Wittenberg 1715. (Digitalisat)
- Observationum anatomicarum decades III. Wittenberg 1715–18
- Dissertatio Inauguralis medico-botanica de rorella. Creusig, Wittenberg 1716. (Über den Sonnenthau) (Digitalisat)